# المغرب العربي 24
المغرب العربي 24 (بالفرنسية: Maghreb 24)‏ هي قناة تلفزيونية إسبانية-تونسية خاصة. أسست في 2013 وتابعة لمجموعة أم 24. تبث القناة برامج موسيقية وتسلية. هي أول قناة تطلقها مجموعة أم 24 (M24).

## مقالات ذات صلة
- مجموعة أم 24

## روابط خارجية
- الموقع الرسمي.